# Tour de France 2024/20. Etappe
Die 20. Etappe der Tour de France 2024 fand am 20. Juli 2024 statt. Sie endete mit der vierten und letzten Bergankunft der 111. Austragung des französischen Etappenrennens. Der Start erfolgte in Nizza, ehe es über 132,8 Kilometer auf den Col de la Couillole geht, wo sich das Ziel auf einer Höhe von 1678 Metern befand. Mit dem Col de Braus, Col de Turini und Col de la Colmiane mussten zuvor drei bekannte Pässe überquert werden. Nach der Etappe hatten die Fahrer 3463,6 Kilometer absolviert, was 99,04 % der Gesamtdistanz entspricht.
Den Etappensieg sicherte sich der Slowenen Tadej Pogačar (UAE Team Emirates), der die Etappe im Sprint vor Jonas Vingegaard (Team Visma-Lease a Bike) gewann. Platz drei ging an Enric Mas (Movistar Team) mit 23 Sekunden Rückstand. Tadej Pogačar verteidigte das Gelbe Trikot und hatte vor dem anschließenden Einzelzeitfahren von Nizza einen Vorsprung von etwas mehr als fünf Minuten.

## Streckenverlauf
Der neutralisierte Start erfolgte im Hafen von Nizza auf der Quai des Deux Emmanuels. Vorbei an der Église Notre-Dame-du-Port de Nice, ging es auf die Promenade des Anglais, der die Fahrer bis zur Höhe des Musée des Beaux-Arts de Nice folgten. Dann vollführten sie eine Wende und gelangten zum Jardin Albert 1er, wo sie auf den Boulevard Jean Jaurès abbogen. Vorbei am Fontaine du Soleil und dem Musée d’Art Moderne et d’Art Contemporain ging es über eine kleine Schleife über den Place Giuseppe Garibaldi, ehe die Strecke auf dem Boulevard Risso gen Norden führte. Dem Paillon entlang ging es nach La Trinité, wo das Rennen nach zwölf Kilometern auf der M2204B freigegeben wurde.
Nach dem offiziellen Start führte die Strecke von La Trinité entlang des Paillon leicht ansteigend in Richtung Norden. Kurz nach Contes begann die Auffahrt auf den Col de Braus (1002 m), der auf einer Länge von 10 Kilometern eine durchschnittliche Steigung von 6,6 % aufwies. Auf der Passhöhe wurde nach 24,7 Kilometern eine Bergwertung der 2. Kategorie abgenommen, bevor es bergab nach Sospel ging. Hier begann die Straße erneut anzusteigen und führte auf der D2566 über Moulinet auf den Col de Turini (1607 m), der für 20,7 Kilometer im Schnitt mit 5,7 % anstieg. Auf der Passhöhe wird bei Kilometer 59,8 eine Bergwertung der 1. Kategorie abgenommen. Im Anschluss folgte eine technisch anspruchsvolle Abfahrt, die über mehrere Kurven nach La Bollène-Vésubie führte. Nun folgten die Fahrer der Vésubie stromaufwärts und durchfuhren Roquebillière, ehe in Saint-Martin-Vésubie nach 87,8 Kilometern der einzige Zwischensprint ausgefahren wurde. Der Ort bildete zugleich den Ausgangspunkt der Auffahrt auf den Col de la Colmiane (1500 m), der 36,9 Kilometer vor dem Ziel erreicht wurde. Er wies auf einer Länge von 7,5 Kilometern eine Durchschnittssteigung von 7,1 % auf und wurde ebenfalls als Bergwertung der 1. Kategorie bewertet. Über Valdeblore ging es ins Vallée de la Tinée, in dem die Fahrer dem Tinée für 4,5 leicht ansteigende Kilometer nach Saint-Sauveur-sur-Tinée folgten.
Der Schlussanstieg auf den Col de la Couillole (1678 m) war 15,7 Kilometer lang und wies eine durchschnittliche Steigung von 7,1 % auf. Bei gleichmäßigen Steigungsprozenten führte er über Roubion auf die Passhöhe, wo bei der Zielankunft eine Bergwertung der 1. Kategorie abgenommen wurde.
|                            | Ort                         | Kilometer | Länge (km) | Höhe (m) | Ø Steigung | max. Steigung |
| -------------------------- | --------------------------- | --------- | ---------- | -------- | ---------- | ------------- |
| neutralisierter Start      | Nizza (Port de Nice Lympia) | −12,0     |            |          |            |               |
| offizieller Start          | La Trinité (M2204B)         | 0,0       |            |          |            |               |
| Bergwertung (2. Kategorie) | Col de Braus                | 24,7      | 10,0       | 1002     | 6,6 %      |               |
| Bergwertung (1. Kategorie) | Col de Turini               | 59,8      | 20,7       | 1607     | 5,7 %      |               |
| Zwischensprint             | Saint-Martin-Vésubie        | 87,8      |            |          |            |               |
| Bergwertung (1. Kategorie) | Col de la Colmiane          | 95,9      | 7,5        | 1500     | 7,1 %      |               |
| Bergwertung (1. Kategorie) | Col de la Couillole         | 132,8     | 15,7       | 1678     | 7,1 %      |               |
| Ziel                       | Col de la Couillole         | 132,8     |            |          |            |               |

## Rennverlauf
Auf den ersten flacheren Kilometern setzten sich mit Jordan Jegat, Anthony Turgis (beide TotalEnergies), Hugo Houle (Israel-Premier Tech), Neilson Powless, Rui Costa (beide EF Education-EasyPost) und Magnus Cort Nielsen (Uno-X Mobility) sechs Fahrer vom Hauptfeld ab. Die Gruppe wurde jedoch rasch aufgrund des hohen Tempos im Anstieg des Col de Braus wieder eingeholt. Enric Mas (Movistar) führte über die erste Bergwertung des Tages, gefolgt von Bruno Armirail (Decathlon AG2R La Mondiale) und Wilco Kelderman (Visma-Lease a Bike), die sich ebenfalls vom mittlerweile stark reduzierten Hauptfeld absetzen konnten. In der anschließenden Abfahrt lösten sich Richard Carapaz (EF Education-EasyPost), Romain Bardet (dsm-firmenich PostNL), Marc Soler (UAE Team Emirates), Jan Tratnik (Visma-Lease a Bike) und Clément Champoussin (Arkéa-B&B Hotels) vom Peloton und schlossen wenig später die Lücke zu dem Spitzentrio. Im Anstieg des Col de Turini kamen mit Tobias Halland Johannessen (Uno-X Mobility), Kevin Geniets (Groupama-FDJ), Neilson Powless, Jasper Stuyven (Lidl-Trek) und Nans Peters (Decathlon AG2R La Mondiale) fünf weitere Fahrer hinzu, womit nun 13 Fahrer in der Ausreißergruppe vertreten waren. Als bestplatzierter Fahrer wies Richard Carapaz einen Rückstand von 40 Minuten und 31 Sekunden auf.
Richard Carapaz führte die Spitzengruppe über die Passhöhe des Col de Turini und sicherte sich so wertvolle Punkte im Kampf um die Bergwertung. Nachdem die Ausreißer einen Vorsprung von rund vier Minuten herausgefahren hatten, übernahm das Soudal Quick-Step Team die Tempoarbeit im Hauptfeld. Jasper Stuyven sicherte sich die meisten Punkte beim Zwischensprint in Saint-Martin-Vésubie, ehe Jan Tratnik im nachfolgenden Anstieg des Col de la Colmiane angriff. Unterdessen waren mit Clément Champoussin, Neilson Powless und Nans Peters bereits drei Fahrer zurückgefallen, womit nur noch 10 Fahrer an der Spitze des Rennens verblieben. Nach einer Reihe von Angriffen führte Richard Carapaz über die Passhöhe des Col de la Colmiane und stand somit rein rechnerisch als Sieger der Bergwertung fest. Der Vorsprung der Ausreißer war unterdessen jedoch auf rund drei Minuten geschmolzen.
Im Schlussanstieg des Col de la Couillole lösten sich Richard Carapaz und Enric Mas rund elf Kilometer vor dem Ziel von ihren Fluchtgefährten, wobei der Vorsprung der beiden auf das Hauptfeld stetig abnahm. Bereits früh im Schlussanstieg fiel der Gesamtsechste Carlos Rodríguez (Ineos Grenadiers) zurück, ehe nur noch fünf Fahrer um den gesamtführenden Tadej Pogačar (UAE Team Emirates) verblieben. Mikel Landa (Soudal Quick-Step) hielt nun das Tempo für seinen Teamkollegen Remco Evenepoel hoch, während auch Tadej Pogačar und João Almeida (beide UAE Team Emirates), sowie Jonas Vingegaard und Matteo Jorgenson (Visma-Lease a Bike) dem Spanier folgten. Rund sieben Kilometer vor dem Ziel trat Remco Evenepoel zum ersten Mal an, wobei ihm nur Tadej Pogačar und Jonas Vingegaard folgen konnten. Im Anschluss fiel das Tempo jedoch wieder ab und der zurückgekehrte João Almeida führte die drei bestplatzierten der Gesamtwertung auf eine Minute an die beiden Spitzenreiter heran. Nach einer weiteren Attacke von Remco Evenepoel griff Jonas Vingegaard rund fünf Kilometer vor dem Ziel an und setzte sich gemeinsam mit Tadej Pogačar von seinem Kontrahenten um den zweiten Gesamtrang ab. Die beiden schlossen rund zweieinhalb Kilometer vor dem Ziel zu Richard Carapaz und Enric Mas auf, wobei beide Ausreißer im Anschluss zurückfielen. Nachdem Jonas Vingegaard den Großteil der Führungsarbeit verrichtet hatte, trat Tadej Pogačar auf den letzten 200 Metern an und gewann seine fünfte Etappe mit einem Vorsprung von sieben Sekunden. Richard Carapaz erreichte das Ziel als Dritter mit einem Rückstand von 23 Sekunden. Als Vierter fuhr Remco Evenepoel über den Zielstrich, wobei er schlussendlich 53 Sekunden auf den Etappensieger verlor. Alle weiteren Fahrer büßten mehr als eine Minute ein.
In der Gesamtwertung baute Tadej Pogačar seinen Vorsprung auf fünf Minuten und vierzehn Sekunden aus. Dahinter folgten weiterhin Jonas Vingegaard und Remco Evenepoel, wobei letzterer nach wie vor die Nachwuchswertung anführte und bereits acht Minuten und vier Sekunden zurücklag. Der Gesamtvierte João Almeida wies bereits einen Rückstand von 16 Minuten und 45 Sekunden auf. Adam Yates (UAE Team Emirates) und Matteo Jorgenson rückten auf den sechsten bzw. achten Gesamtrang vor, während Carlos Rodríguez und Derek Gee (Israel-Premier Tech) jeweils einen Platz einbüßten und nun die Ränge sieben und neun belegten. Richard Carapaz lag mit 30 Punkten Vorsprung uneinholbar auf dem ersten Rang der Bergwertung und musste das abschließende Zeitfahren nur noch im vorgegebenen Zeitlimit absolvieren. Auch Biniam Girmay (Intermarché-Wanty) stand nach der Etappe rein rechnerisch als Sieger der Punktewertung fest. Enric Mas wurde zum kämpferischsten Fahrer gewählt und das UAE Team Emirates behauptete seine Führung in der Mannschaftswertung. Alle 141 gestarteten Fahrer erreichten das Ziel im vorgegebenen Zeitlimit.

## Ergebnis
| \| Etappenergebnis \| Etappenergebnis \| Etappenergebnis \| Etappenergebnis \| Etappenergebnis \| \| Fahrer \| Fahrer \| Land \| Team \| Zeit \| \| --------------- \| ---------------- \| ---------------------- \| -------------------------- \| --------------- \| \| 1. \| Tadej Pogačar \| Slowenien \| UAE Team Emirates \| 4 h 04 min 22 s \| \| 2. \| Jonas Vingegaard \| Dänemark \| Team Visma \\| Lease a Bike \| + 7 s \| \| 3. \| Richard Carapaz \| Ecuador \| EF Education-EasyPost \| + 23 s \| \| 4. \| Remco Evenepoel \| Belgien \| Soudal Quick-Step \| + 53 s \| \| 5. \| Enric Mas \| Spanien \| Movistar Team \| + 1 min 07 s \| \| 6. \| João Almeida \| Portugal \| UAE Team Emirates \| + 1 min 28 s \| \| 7. \| Matteo Jorgenson \| Vereinigte Staaten \| Team Visma \\| Lease a Bike \| + 1 min 33 s \| \| 8. \| Mikel Landa \| Spanien \| Soudal Quick-Step \| + 1 min 41 s \| \| 9. \| Adam Yates \| Vereinigtes Königreich \| UAE Team Emirates \| + 1 min 43 s \| \| 10. \| Romain Bardet \| Frankreich \| Team dsm-firmenich PostNL \| + 1 min 52 s \| |                  |                        |                            |                 |
| |                  |                        |                            |                 |
| Quellen: ProCyclingStats Cycling Quotient |                  |                        |                            |                 |
| Etappenergebnis |                  |                        |                            |                 |
| Fahrer | Fahrer           | Land                   | Team                       | Zeit            |
| 1. | Tadej Pogačar    | Slowenien              | UAE Team Emirates          | 4 h 04 min 22 s |
| 2. | Jonas Vingegaard | Dänemark               | Team Visma \| Lease a Bike | + 7 s           |
| 3. | Richard Carapaz  | Ecuador                | EF Education-EasyPost      | + 23 s          |
| 4. | Remco Evenepoel  | Belgien                | Soudal Quick-Step          | + 53 s          |
| 5. | Enric Mas        | Spanien                | Movistar Team              | + 1 min 07 s    |
| 6. | João Almeida     | Portugal               | UAE Team Emirates          | + 1 min 28 s    |
| 7. | Matteo Jorgenson | Vereinigte Staaten     | Team Visma \| Lease a Bike | + 1 min 33 s    |
| 8. | Mikel Landa      | Spanien                | Soudal Quick-Step          | + 1 min 41 s    |
| 9. | Adam Yates       | Vereinigtes Königreich | UAE Team Emirates          | + 1 min 43 s    |
| 10. | Romain Bardet    | Frankreich             | Team dsm-firmenich PostNL  | + 1 min 52 s    |

## Gesamtstände
| \| Gesamtwertung \| Gesamtwertung \| Gesamtwertung \| Gesamtwertung \| Gesamtwertung \| \| Fahrer \| Fahrer \| Land \| Team \| Zeit \| \| ------------- \| ---------------- \| ---------------------- \| -------------------------- \| ---------------- \| \| 1. \| Tadej Pogačar \| Slowenien \| UAE Team Emirates \| 82 h 53 min 32 s \| \| 2. \| Jonas Vingegaard \| Dänemark \| Team Visma \\| Lease a Bike \| + 5 min 14 s \| \| 3. \| Remco Evenepoel \| Belgien \| Soudal Quick-Step \| + 8 min 04 s \| \| 4. \| João Almeida \| Portugal \| UAE Team Emirates \| + 16 min 45 s \| \| 5. \| Mikel Landa \| Spanien \| Soudal Quick-Step \| + 17 min 25 s \| \| 6. \| Adam Yates \| Vereinigtes Königreich \| UAE Team Emirates \| + 21 min 11 s \| \| 7. \| Carlos Rodríguez \| Spanien \| Ineos Grenadiers \| + 21 min 12 s \| \| 8. \| Matteo Jorgenson \| Vereinigte Staaten \| Team Visma \\| Lease a Bike \| + 24 min 26 s \| \| 9. \| Derek Gee \| Kanada \| Israel-Premier Tech \| + 24 min 50 s \| \| 10. \| Giulio Ciccone \| Italien \| Lidl-Trek \| + 25 min 48 s \| |                  |                        |                            |                  |
| |                  |                        |                            |                  |
| Quellen: ProCyclingStats Cycling Quotient |                  |                        |                            |                  |
| Gesamtwertung |                  |                        |                            |                  |
| Fahrer | Fahrer           | Land                   | Team                       | Zeit             |
| 1. | Tadej Pogačar    | Slowenien              | UAE Team Emirates          | 82 h 53 min 32 s |
| 2. | Jonas Vingegaard | Dänemark               | Team Visma \| Lease a Bike | + 5 min 14 s     |
| 3. | Remco Evenepoel  | Belgien                | Soudal Quick-Step          | + 8 min 04 s     |
| 4. | João Almeida     | Portugal               | UAE Team Emirates          | + 16 min 45 s    |
| 5. | Mikel Landa      | Spanien                | Soudal Quick-Step          | + 17 min 25 s    |
| 6. | Adam Yates       | Vereinigtes Königreich | UAE Team Emirates          | + 21 min 11 s    |
| 7. | Carlos Rodríguez | Spanien                | Ineos Grenadiers           | + 21 min 12 s    |
| 8. | Matteo Jorgenson | Vereinigte Staaten     | Team Visma \| Lease a Bike | + 24 min 26 s    |
| 9. | Derek Gee        | Kanada                 | Israel-Premier Tech        | + 24 min 50 s    |
| 10. | Giulio Ciccone   | Italien                | Lidl-Trek                  | + 25 min 48 s    |

| Punktewertung | Punktewertung    | Punktewertung | Punktewertung              | Punktewertung |
| Fahrer        | Fahrer           | Land          | Team                       | Punkte        |
| ------------- | ---------------- | ------------- | -------------------------- | ------------- |
| 1.            | Biniam Girmay    | Eritrea       | Intermarché-Wanty          | 387 P.        |
| 2.            | Jasper Philipsen | Belgien       | Alpecin-Deceuninck         | 354 P.        |
| 3.            | Bryan Coquard    | Frankreich    | Cofidis                    | 208 P.        |
| 4.            | Anthony Turgis   | Frankreich    | TotalEnergies              | 180 P.        |
| 5.            | Tadej Pogačar    | Slowenien     | UAE Team Emirates          | 176 P.        |
| 6.            | Arnaud De Lie    | Belgien       | Lotto Dstny                | 161 P.        |
| 7.            | Wout van Aert    | Belgien       | Team Visma \| Lease a Bike | 152 P.        |
| 8.            | Jonas Abrahamsen | Norwegen      | Uno-X Mobility             | 149 P.        |
| 9.            | Remco Evenepoel  | Belgien       | Soudal Quick-Step          | 137 P.        |
| 10.           | Jonas Vingegaard | Dänemark      | Team Visma \| Lease a Bike | 119 P.        |

| Bergwertung | Bergwertung      | Bergwertung        | Bergwertung                | Bergwertung |
| Fahrer      | Fahrer           | Land               | Team                       | Punkte      |
| ----------- | ---------------- | ------------------ | -------------------------- | ----------- |
| 1.          | Richard Carapaz  | Ecuador            | EF Education-EasyPost      | 127 P.      |
| 2.          | Tadej Pogačar    | Slowenien          | UAE Team Emirates          | 97 P.       |
| 3.          | Jonas Vingegaard | Dänemark           | Team Visma \| Lease a Bike | 67 P.       |
| 4.          | Matteo Jorgenson | Vereinigte Staaten | Team Visma \| Lease a Bike | 54 P.       |
| 5.          | Remco Evenepoel  | Belgien            | Soudal Quick-Step          | 48 P.       |
| 6.          | Wilco Kelderman  | Niederlande        | Team Visma \| Lease a Bike | 43 P.       |
| 7.          | Oier Lazkano     | Spanien            | Movistar Team              | 41 P.       |
| 8.          | Jonas Abrahamsen | Norwegen           | Uno-X Mobility             | 36 P.       |
| 9.          | Enric Mas        | Spanien            | Movistar Team              | 33 P.       |
| 10.         | David Gaudu      | Frankreich         | Groupama-FDJ               | 30 P.       |

| Nachwuchswertung | Nachwuchswertung           | Nachwuchswertung       | Nachwuchswertung           | Nachwuchswertung  |
| Fahrer           | Fahrer                     | Land                   | Team                       | Zeit              |
| ---------------- | -------------------------- | ---------------------- | -------------------------- | ----------------- |
| 1.               | Remco Evenepoel            | Belgien                | Soudal Quick-Step          | 83 h 01 min 36 s  |
| 2.               | Carlos Rodríguez           | Spanien                | Ineos Grenadiers           | + 13 min 08 s     |
| 3.               | Matteo Jorgenson           | Vereinigte Staaten     | Team Visma \| Lease a Bike | + 16 min 22 s     |
| 4.               | Santiago Buitrago          | Kolumbien              | Bahrain Victorious         | + 18 min 06 s     |
| 5.               | Javier Romo                | Spanien                | Movistar Team              | + 1 h 27 min 28 s |
| 6.               | Ben Healy                  | Irland                 | EF Education-EasyPost      | + 1 h 40 min 25 s |
| 7.               | Ilan Van Wilder            | Belgien                | Soudal Quick-Step          | + 1 h 42 min 32 s |
| 8.               | Jordan Jegat               | Frankreich             | TotalEnergies              | + 1 h 49 min 51 s |
| 9.               | Tobias Halland Johannessen | Norwegen               | Uno-X Mobility             | + 2 h 06 min 44 s |
| 10.              | Oscar Onley                | Vereinigtes Königreich | Team dsm-firmenich PostNL  | + 2 h 28 min 54 s |

| Mannschaftswertung | Mannschaftswertung         | Mannschaftswertung           | Mannschaftswertung |
| Team               | Team                       | Land                         | Zeit               |
| ------------------ | -------------------------- | ---------------------------- | ------------------ |
| 1.                 | UAE Team Emirates          | Vereinigte Arabische Emirate | 249 h 15 min 17 s  |
| 2.                 | Team Visma \| Lease a Bike | Niederlande                  | + 29 min 47 s      |
| 3.                 | Ineos Grenadiers           | Vereinigtes Königreich       | + 1 h 25 min 17 s  |
| 4.                 | Soudal Quick-Step          | Belgien                      | + 1 h 30 min 31 s  |
| 5.                 | Lidl-Trek                  | Vereinigte Staaten           | + 2 h 23 min 59 s  |
| 6.                 | Movistar Team              | Spanien                      | + 2 h 58 min 32 s  |
| 7.                 | Bahrain Victorious         | Bahrain                      | + 3 h 29 min 42 s  |
| 8.                 | Red Bull-Bora-Hansgrohe    | Deutschland                  | + 3 h 48 min 59 s  |
| 9.                 | Israel-Premier Tech        | Israel                       | + 3 h 54 min 28 s  |
| 10.                | EF Education-EasyPost      | Vereinigte Staaten           | + 3 h 55 min 02 s  |

## Trivia
Tadej Pogačar absolvierte den Schlussanstieg des Col de la Couillole in einer neuen Rekordzeit von 39 Minuten und 15 Sekunden. Damit war er zwei Minuten und 35 Sekunden schneller als Richie Porte bei Paris–Nizza im Jahr 2017.